# Hurwenen
Hurwenen (51° 49′ N, 5° 19′ L) é uma cidade dos Países Baixos, na província de Guéldria. Hurwenen pertence ao município de Maasdriel, e está situada a 11 km southwest of Tiel.
Em 2001, a cidade de Hurwenen tinha 285 habitantes. A área urbana da cidade é de 0.11 km², e tem 122 residências. 
A área de Hurwenen, que também inclui as partes periféricas da cidade, bem como a zona rural circundante, tem uma população estimada em 640 habitantes.